# سرو پانتوخا
سرو پانتوخا (به اسپانیایی: Cerro Pantojo) یک کوه در شیلی است که در بخش لس لاگوس واقع شده‌است. سرو پانتوخا ۲٬۰۲۴ متر بالاتر از سطح دریا واقع شده‌است.